# 農業部臺中區農業改良場
農業部臺中區農業改良場（簡稱臺中農改場），為中華民國農業部下的四級機關，負責臺中市、彰化縣、南投縣農業試驗應用。

## 沿革
- 1902年成立，分別屬於彰化、臺中、南投廳農會。
- 1924年合併成為臺中州立農事試驗場。
- 1950年改組為臺灣省臺中區農林改良場，直屬臺灣省政府農林廳。
- 1972年定名為「臺灣省臺中區農業改良場」。
- 1984年由臺中市郊(台中市西區雲龍里向上路1段27號)遷場至彰化縣大村鄉現址[1][2]
- 1999年7月1日精省後，改隸行政院農業委員會，更名為「行政院農業委員會臺中區農業改良場」。
- 2023年8月1日起隨農委會升格為農業部，更名為「農業部臺中區農業改良場」。

## 組織
- 場長
  - 副場長
    - 秘書

業務單位
- 作物改良科
- 作物環境科
- 農業推廣科

分場
- 埔里分場（位於南投縣魚池鄉）

行政單位
- 人事室
- 會計室
- 秘書室

## 外部連結
- （繁體中文）（英文）農業部臺中區農業改良場 （页面存档备份，存于）